# 소아청소년과

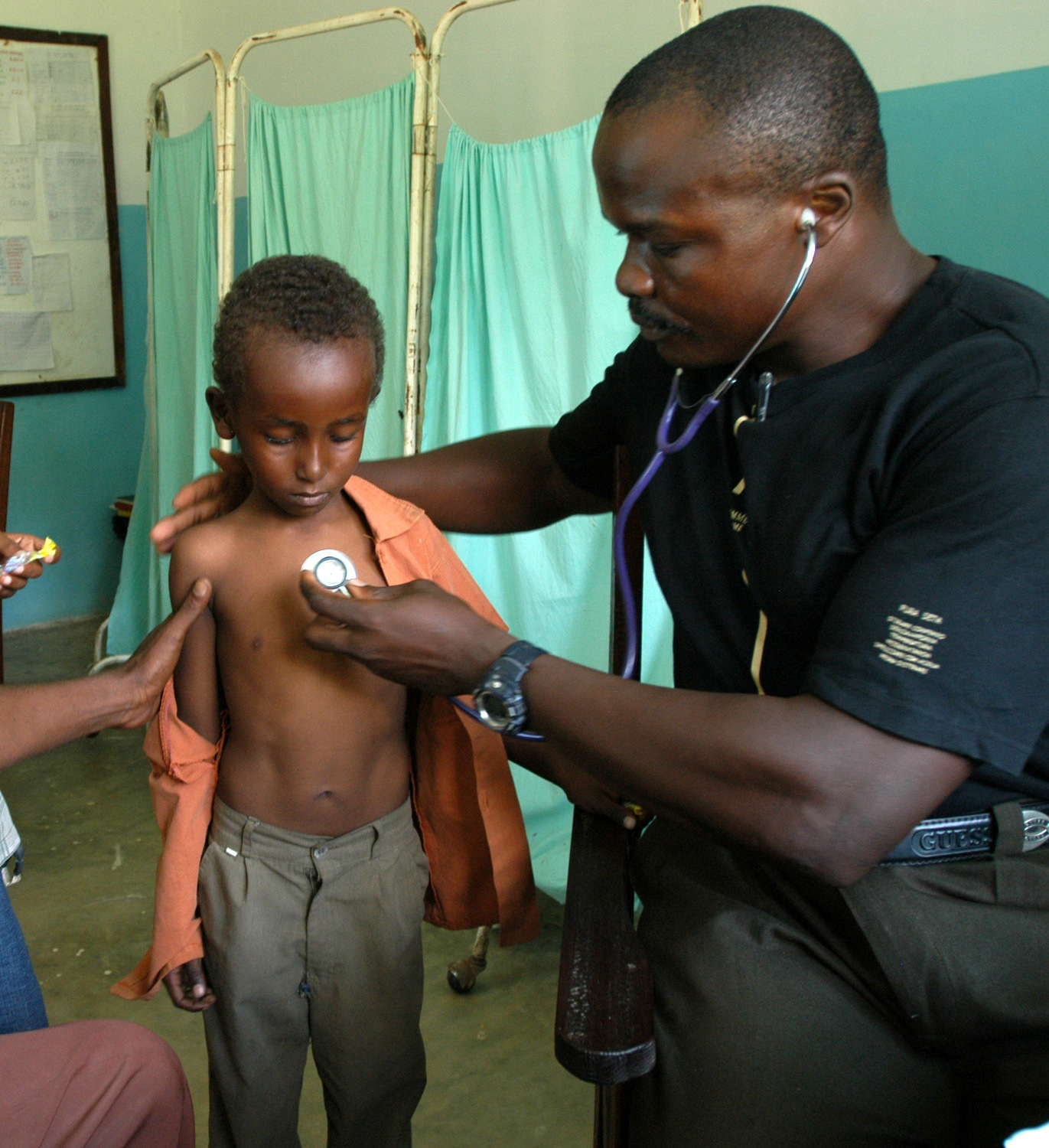

소아청소년과(小兒靑少年科, 영국 영어: paediatrics, 미국 영어: pediatrics)는 신생아부터 청소년까지의 환자를 대상으로 진료 및 연구를 행하는 의학 분야이다.

## 개요
대상 연령에 대한 명확한 기준은 아직 없다. 2007년 3월에 의료법 개정안이 대한민국 국회를 통과한 것에 따라 동 6월부터 62년간 사용하던 소아과 명칭이 소아청소년과로 변경되었다. 소아청소년의 대상 연령은 보통 여자 18세, 남자 20세라고 하나, 병원마다 다르다. 즉 내과와 소아청소년과가 다 같이 있는 병원이어도 어떤 병원은 15세까지는 소아청소년과, 그 이상은 내과에서 진료한다. 또 15세까지는 소아청소년과에서 진료하고 15-20세까지는 환자가 원하는 과, 즉 소아과든 내과든 환자가 원하는 과에서 진료하기도 한다. 하지만 보통 사춘기를 지난 대략 15세 이상이 되면 소아과 진료를 환자나 보호자가 꺼려하므로 보통 내과에서 진료를 하는 경우도 많다. 대부분 고등학생 이상의 연령은 내과에서 진료하는 경우가 많다. 엄밀히 말하면 성장과정에 있다면 소아청소년과 진료를, 성장이 끝나면 내과에서 진료 받는 것이 타당하나, 성장이 끝났는지 여부를 정확하게 알 수 없으므로 사춘기와 성년의 중간 연령층은 소아청소년과와 내과 어디에서 진료를 받아도 무방하다. 만약 내과에서 진료 중에 성장기의 문제라고 판단되면 내과 의사는 소아청소년과 진료를 권한다. 성장의 문제가 아니라면 내과에서 진료를 할수도 있다

## 세부전문분과
- 신생아학
- 예방의학
- 소아 심장학
- 소아 신장학
- 소아 감염학
- 소아 내분비학
- 소아 위장학
- 소아 신경학

## 소아 관련 학과
소아 수술을 하는 과는 외과의 하부 세부전문과목으로 분류한다. 즉 외과 의사가 주로 소아 외과를 담당한다. 소아정신과도 마찬가지로 대개는 정신과 의사가 소아 정신과 질환을 진료 한다. 물론 보통 이런 질병의 경우 소아과 의사와 협진을 한다. 예외적으로 신경과 질환은 신경과 의사가 소아 신경과 질환을 담당하지 않고 소아과의 하부 세부 전문과목이다. 소아 신경과 질환은 소아과의사가 진료하는 경우가 대부분이다.

## 같이 보기
- 아동병원